# Tadeusz Czarczyński
Tadeusz Stefan Czarczyński (ur. 2 września 1894, zm. 1940 w ZSRR) – kapitan intendent Wojska Polskiego.

## Życiorys
Tadeusz Czarczyński urodził się 2 września 1894. Po zakończeniu I wojny światowej i odzyskaniu przez Polskę niepodległości został przyjęty do Wojska Polskiego. W korpusie oficerów administracji dział gospodarczy został awansowany na stopień porucznika ze starszeństwem z dniem 1 czerwca 1919, a następnie na stopień kapitana ze starszeństwem z dniem 15 sierpnia 1924. Jako oficer nadetatowy Okręgowego Zakładu Gospodarczego VII z Poznania w 1923 był kierownikiem Rejonowego Zakładu Gospodarczego w Gnieźnie. Pod koniec lat 20. był kierownikiem Rejonowego Zakładu Żywnościowego w Gnieźnie, działającego przy ul. Wrzesińskiego 28. W 1932 był kierownikiem Składnicy Materiału Intendenckiego w Gnieźnie. Jako kapitan intendent służył do 1939 w Gnieźnie.
W Gnieźnie w latach 30. był przewodniczącym sekcji odzieżowej przy Lokalnym Komitecie Funduszu Pracy w Gnieźnie i przy Miejskim Komitecie Pomocy Bezrobotnych. W marcu 1935 został wybrany zastępcą prezesa zarządu Towarzystwa Jedwabniczego w Gnieźnie. Poza tym pełnił funkcję sekretarza w Kole Rodzicielskim w Gimnazjum Żeńskim im. bł. Jolenty w Gnieźnie. Miał córkę Zofię (1927-2010) i syna Wojciecha (ur. 1933).
Został uznany za zaginionego podczas II wojny światowej: według jednej wersji zmarł 28 października 1940 w Siewżełdorłag (Komi, a według innego przekazu świadka w listopadzie 1940 w więzieniu w Odessie). W 1948 na wniosek żony, Józefy z domu Kałwińskiej, w Sądzie Grodzkim w Gnieźnie wszczęto postępowanie o uznanie za zmarłego Tadeusza Czarczyńskiego.